# Lindenau (Alemanha)
Lindenau é um município da Alemanha, situado no distrito de Oberspreewald-Lausitz, no estado de Brandemburgo. Tem 11,13 km² de área, e sua população em 2019 foi estimada em 752 habitantes.